# Мадонна-дель-Сассо
Мадонна-дель-Сассо (італ. Madonna del Sasso, п'єм. Bolèj) — муніципалітет в Італії, у регіоні П'ємонт, провінція Вербано-Кузіо-Оссола.
Мадонна-дель-Сассо розташована на відстані близько 550 км на північний захід від Рима, 100 км на північний схід від Турина, 20 км на південний захід від Вербанії.
Населення — 389 осіб (2014).
Щорічний фестиваль відбувається 26 липня. Покровитель — Sant'Anna.

## Демографія
Населення за роками:

Станом на 1 січня 2023 року в муніципалітеті офіційно проживали 32 іноземці з 13 країн, серед них 4 громадяни країн Євросоюзу та 9 громадян України.

## Сусідні муніципалітети
- Арола
- Брея
- Челліо
- Чезара
- Чив'яско
- Пелла
- Поньо
- Сан-Мауриціо-д'Опальйо
- Вальдуджа
- Варалло